# San Juan Ixhuatepec

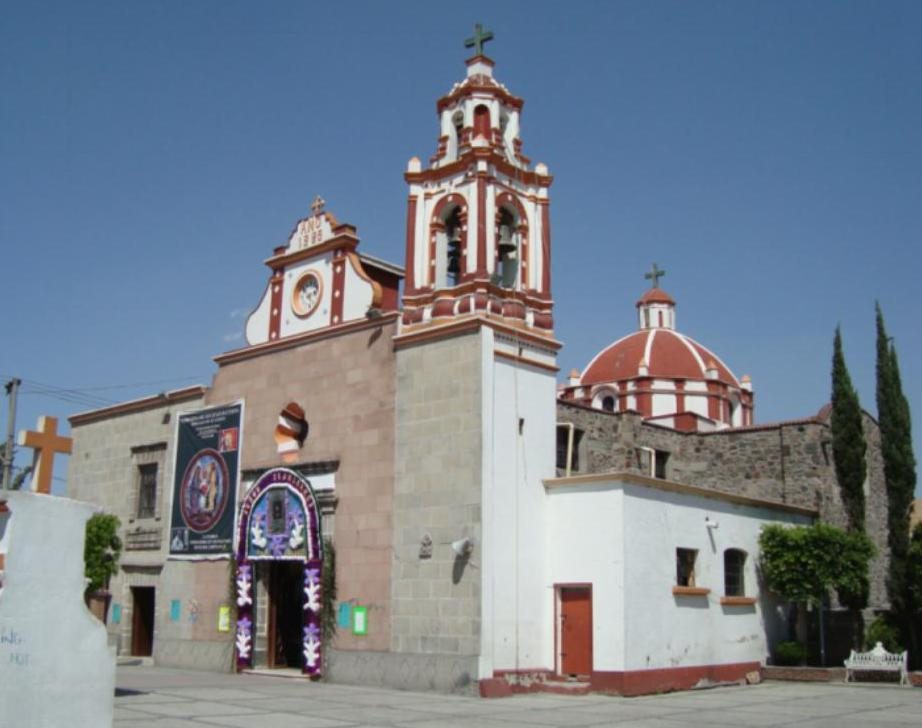
San Juan Ixhuatepec

San Juan Ixhuatepec is een wijk van Tlalnepantla, een voorstad van Mexico-Stad. Het is gelegen direct ten noordoosten van de hoofdstad, in de deelstaat Mexico. San Juan Ixhuatepec valt onder de gemeente Tlalnepantla de Baz maar wordt van de rest daarvan gescheiden door de gemeente Gustavo A. Madero. Ixhuatepec heeft ongeveer 21.000 inwoners.
De plaats is vooral bekend vanwege de Gasramp van San Juan Ixhuatepec van 14 november 1984, waarbij 500 mensen het leven verloren toen een gaslek in een olieraffinaderij een ontploffing veroorzaakte.